# Долно Ново село (община Буяновац)
Вижте пояснителната страница за други значения на Ново село.
Долно Ново село или Нова махала (на сръбски: Доње Ново Село, Нова Маала или Donje Novo Selo, Nova Maala) е село в община Буяновац, Пчински окръг, Сърбия.

## История
В края на XIX век Ново село е част от Прешевска кааза на Османската империя. Според статистиката на Васил Кънчов („Македония. Етнография и статистика“) от 1900 година в Прешевска каза има две селища на име Ново село - едното е населявано от 260, а другото от 125 жители българи християни. (Второто е Ново село в община Търговище.) По данни на секретаря на Българската екзархия Димитър Мишев („La Macédoine et sa Population Chrétienne“) в 1905 година в Ново село (Novo Selo) има 600 българи патриаршисти гъркомани.

## Население
- 1948- 486
- 1953- 424
- 1961- 432
- 1971- 347
- 1981- 283
- 1991- 141
- 2002- 120

Етническият състав на населението според преброяването от 2002 година е:
- 119 (99,16%)- сърби
- 1 (0,83%)- албанци